# Great Bend (Dakota du Nord)
Great Bend est une localité du comté de Richland, dans le Dakota du Nord, aux États-Unis. Sa population s’élevait à 60 habitants lors du recensement de 2010, estimée à 58 habitants en 2016.

## Histoire
Great Bend a été fondée en 1888.

## Démographie
| 1910 | 1920 | 1930 | 1940 | 1950 | 1960 |
| ---- | ---- | ---- | ---- | ---- | ---- |
| 191  | 142  | 169  | 198  | 169  | 164  |

| 1970 | 1980 | 1990 | 2000 | 2010 | - |
| ---- | ---- | ---- | ---- | ---- | - |
| 86   | 113  | 108  | 118  | 60   | - |

## Source
- (en) Cet article est partiellement ou en totalité issu de l’article de Wikipédia en anglais intitulé « Great Bend, North Dakota » (voir la liste des auteurs).